# Distrito de Rezina
El distrito de Rezina es uno de los distritos (en moldavo, raion) en el este de Moldavia. Su centro administrativo (Oraş-reşedinţă) es la ciudad de Rezina. Rezina se encuentra en la orilla occidental del río Dniéster. El 1 de enero de 2005 tenía una población de 48.000 habitantes.

## Localidades
- Bușăuca
- Cinișeuți
- Cogîlniceni
- Cuizăuca
- Echimăuți
- Ghiduleni
- Gordinești
- Horodiște
- Ignăței
- Lalova
- Lipceni
- Mateuți
- Meșeni
- Mincenii de Jos
- Otac
- Păpăuți
- Peciște
- Pereni
- Pripiceni-Răzeși
- Saharna Nouă
- Solonceni
- Sîrcova
- Țareuca
- Trifești